# Тсуга горная
Тсуга го́рная, или Мертенса (лат. Tsuga mertensiana) — дерево рода тсуга семейства Сосновые (Pinaceae).
Эндемик горных районов западного побережья Северной Америки. Видовое название дано в честь немецкого ботаника Карла Генриха Мертенса (1796—1830).

## Синонимы
В синонимику вида входят следующие названия:
- Abies hookeriana A.Murray
- Abies mertensiana (Bong.) Lindl. & Gordon
- Abies pattoniana A.Murray
- Hesperopeuce mertensiana (Bong.) Rydb.
- Pinus mertensiana Bong.basionym
- Tsuga pattoniana (A.Murray) Engelm.

## Описание
Вечнозелёное дерево до 40 м высотой и диаметром ствола до 150 см. Крона конусообразная, кора имеет оттенки от тёмно-серого до красновато-коричневого, чешуйчатая, с глубокими трещинами. Ветки жёлто-коричневые, густо покрытые пушком.
Почки яйцевидные, 3—4 мм длиной. Листья игольчатые (хвоя), 10—25(30) мм длиной, в основном расходящиеся по всем направлениям, изогнуты в сторону верхушки веточки, в средней части утолщённые, в поперечном сечении несколько закруглённые либо имеют вид трапеции; обе поверхности листа серовато-зелёные, с неприметными устьичными линиями; края цельнокрайные.
Женские шишки фиолетовые, в созревающем состоянии серо-коричневые либо тёмно-серо-коричневые, яйцевидно-цилиндрические, 3—6 см длиной, 1,5—2,5 см толщиной. Чешуйки шишки пушистые, расходятся широким веером, 8—11 мм длиной, окончания острые или закруглённые.
Различают 3 подвида и вариации:
- Tsuga mertensiana subsp. mertensiana var. mertensiana. К северу от Центр. Орегона. Шишки по размеру меньше, 30—60 мм длиной, 12—25 мм толщиной.
- Tsuga mertensiana subsp. mertensiana var. jeffreyi. К северу от Центр. Орегона. Редко встречается. Листья в верхней части более зелёные, в нижней части серо-зелёные. Одно время полагали, что это гибрид с тсугой западной, но точных научных подтверждений этого не имеется.
- Tsuga mertensiana subsp. grandicona К югу от Центр. Орегона. Листья строго серо-зелёные. Шишки крупнее, 45—80 Х 20—35 мм.

|                                                                                  |  |  |  |
| Слева направо: шишки (подв. mertensiana); хвоя и крона (подв. grandicona); ствол |  |  |  |

## Распространение
Естественный ареал тсуги горной ограничен на севере полуостровом Кенай (англ. Kenai Peninsula) на Южном побережье Аляски до Центральной Калифорнии на юге и близок с ареалом тсуги западной (Tsuga heterophylla).
Растёт на высоте до 3050 м, доходя до границы древесной растительности в субальпийском поясе. Растёт в Скалистых горах на юго-востоке Британской Колумбии (Канада), северном Айдахо, западной Монтане; в Калифорнии на Береговых хребтах (англ. Coast Ranges), горах Кламат (англ. Klamath Mountains) и Сьерре-Неваде. В большинстве случаев предпочитает большие высоты.

## Галерея

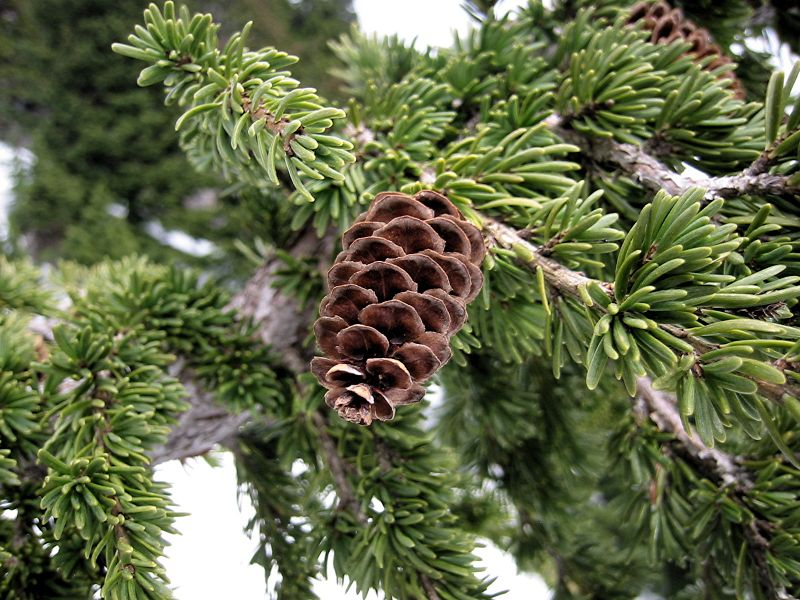
Шишки весной
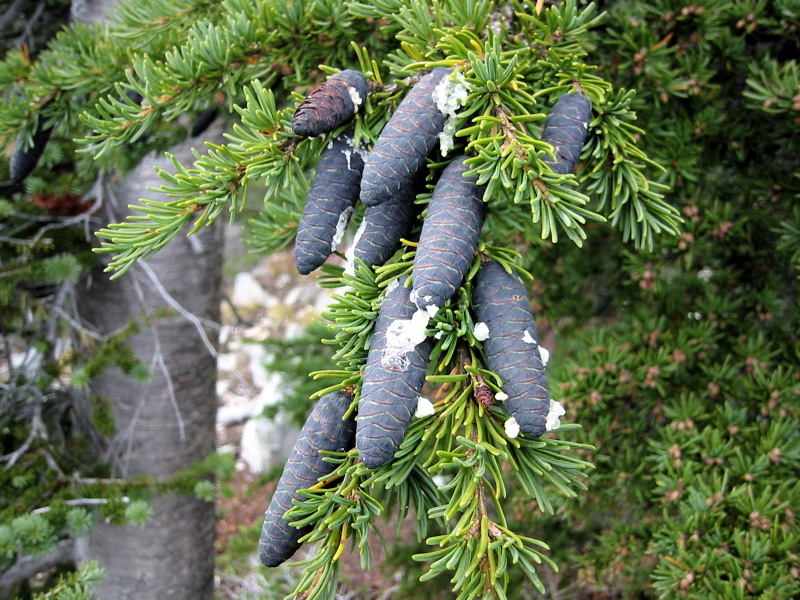
Шишки осенью